# Піко-Рівера (Каліфорнія)
Піко-Рівера (англ. Pico Rivera) — місто (англ. city) в США, в окрузі Лос-Анджелес штату Каліфорнія. Населення — 62 088 осіб (2020).

## Географія
Піко-Рівера розташоване за координатами 33°59′22″ пн. ш. 118°5′21″ зх. д. / 33.98944° пн. ш. 118.08917° зх. д. (33.989524, -118.089299).  За даними Бюро перепису населення США у 2010 році місто мало площу 23,00 км², з яких 21,49 км² — суходіл та 1,52 км² — водойми.

## Демографія
Згідно з переписом 2010 року, у місті мешкали 62 942 особи в 16 566 домогосподарствах у складі 13 647 родин. Густота населення становила 2736 осіб/км².  Було 17109 помешкань (744/км²).
Расовий склад населення:
| - 59,4 % — білих - 2,6 % — азіатів - 1,4 % — корінних американців - 1,0 % — чорних або афроамериканців - 0,1 % — вихідців з тихоокеанських островів - 31,9 % — осіб інших рас |

До двох чи більше рас належало 3,7 %. Частка іспаномовних становила 91,2 % від усіх жителів.
За віковим діапазоном населення розподілялося таким чином: 26,7 % — особи молодші 18 років, 61,2 % — особи у віці 18—64 років, 12,1 % — особи у віці 65 років та старші. Медіана віку мешканця становила 34,0 року. На 100 осіб жіночої статі у місті припадало 95,5 чоловіків;  на 100 жінок у віці від 18 років та старших — 92,6 чоловіків також старших 18 років.
Середній дохід на одне домашнє господарство  становив 65 661 долар США (медіана — 55 752), а середній дохід на одну сім'ю — 70 547 доларів (медіана — 62 179). Медіана доходів становила 36 360 доларів для чоловіків та 35 709 доларів для жінок. За межею бідності перебувало 13,7 % осіб, у тому числі 19,8 % дітей у віці до 18 років та 11,5 % осіб у віці 65 років та старших.
Цивільне працевлаштоване населення становило 27 933 особи. Основні галузі зайнятості: освіта, охорона здоров'я та соціальна допомога — 20,0 %, виробництво — 14,8 %, роздрібна торгівля — 12,3 %.